# Кметове на Харманли
Списъкът на харманлийските кметове (имена и мандати) до 1916 г. е изготвен въз основа на съобщения за указите за утвъждаване избора на кметове, публикувани в „Държавен вестник“, а след това (до 1944 г.) - въз основа на оригиналните заповеди на Министерството на вътрешните работи, съхранявани в Държавния архив. Съответно датите до Първата световна война са по стар стил, а след това – по нов.
| Кмет | Мандат                | Помощник-кмет                                                     |
| Общинска комисия - Недю Милков (председател) - Стойко Д. Загралов - Кирил Х. Янев                              | 08/03/1887-04/12/1887 |                                                                   |
| Недю Милков (1)                                                                                                | 04/12/1887-30/06/1889 | Дочо Х. Василев                                                   |
| Господин Колев                                                                                                 | 30/06/1889-22/01/1890 | Недялко Димов                                                     |
| Недялко Димов                                                                                                  | 22/03/1890-09/09/1890 | Димитър Господинов                                                |
| Димитър Гарванов                                                                                               | 09/09/1890-04/01/1892 | Господин Колев                                                    |
| Недю Милков (2)                                                                                                | 26/01/1892-28/11/1893 | Йордан Димов                                                      |
| Недю Милков (3)                                                                                                | 28/11/1893-18/09/1895 | Иван Господинов                                                   |
| Руси Братанов (1)                                                                                              | 18/09/1895-29/09/1896 | Георги Стоянов                                                    |
| Руси Братанов (2)                                                                                              | 29/09/1896-23/09/1899 | Кирил Пенев                                                       |
| Руси Братанов (3)                                                                                              | 23/09/1899-27/05/1901 | Руси Петков                                                       |
| Кирил К. Попов                                                                                                 | 01/07/1901-29/09/1901 | Вълчо Грудев                                                      |
| Вълчо Грудев (1)                                                                                               | 29/09/1901-12/09/1902 | Тодор Димов                                                       |
| Вълчо Грудев (2)                                                                                               | 12/09/1902-25/02/1904 | Васил Дочев                                                       |
| Дечо х.Василев (1)                                                                                             | 19/05/1904-14/09/1905 | Теню Георгиев                                                     |
| Дечо х.Василев (2)                                                                                             | 14/09/1905-09/05/1908 | Теню Георгиев                                                     |
| Господин В. Бакалов                                                                                            | 19/07/1908-03/04/1908 | Дулю Петков                                                       |
| Никола С. Попов                                                                                                | 03/04/1908-05/04/1912 | Дулю Петков (до 17/04/1911); Колю Тонев (от 17/04/1911)           |
| Васил Д. Бъчваров                                                                                              | 05/04/1912-18/06/1915 | Тодор Д. Караколев                                                |
| Общинска тричленна комисия - Стою Овчаров (председател) - Ап. Иванов                                           | 18/06/1915-12/11/1915 |                                                                   |
| Общинска тричленна комисия - Страти Д. Коларов (председател) - Руси Петков (временен член) - Ап. Иванов        | 12/11/1915-25/04/1916 |                                                                   |
| Общинска тричленна комисия - Иван А. Сапунджиев (председател) - Руси Петков (временен член) - Ап. Иванов       | 13/05/1916-11/07/1916 |                                                                   |
| Общинска тричленна комисия - Иван А. Сапунджиев (председател) - Руси Петков (временен член) - Георги Д. Бързев | 11/07/1916-           |                                                                   |
| Тачо Тодоров                                                                                                   | 23/03/1923-11/03/1926 | Никола Атанасов Тенев (до 12/12/1925); Колю Тенев (от 12/12/1925) |
| Добри Стратиев                                                                                                 | 11/03/1926-           | Тачо Тодоров (до 03/01/1928); Добри Стратев (от 03/01/1928)       |
| Добри Петков                                                                                                   | -28/09/1937           |                                                                   |
| Тодор Илиев Тодев                                                                                              | 28/09/1937-           |                                                                   |